# Kirtland Hills (Ohio)
Kirtland Hills es una villa ubicada en el condado de Lake en el estado estadounidense de Ohio. En el Censo de 2010 tenía una población de 646 habitantes y una densidad poblacional de 44,2 personas por km².

## Geografía
Kirtland Hills se encuentra ubicada en las coordenadas 41°38′17″N 81°19′35″O / 41.63806, -81.32639. Según la Oficina del Censo de los Estados Unidos, Kirtland Hills tiene una superficie total de 14.62 km², de la cual 14.42 km² corresponden a tierra firme y (1.35%) 0.2 km² es agua.

## Demografía
Según el censo de 2010, había 646 personas residiendo en Kirtland Hills. La densidad de población era de 44,2 hab./km². De los 646 habitantes, Kirtland Hills estaba compuesto por el 96.75% blancos, el 0% eran afroamericanos, el 0% eran amerindios, el 1.7% eran asiáticos, el 0% eran isleños del Pacífico, el 0% eran de otras razas y el 1.55% pertenecían a dos o más razas. Del total de la población el 2.79% eran hispanos o latinos de cualquier raza.